# Рожеріо Сампайо
Рожеріо Сампайо Кардосо (ісп. Rogério Sampaio Cardoso; нар. 12 вересня 1967, Сантус, Сан-Паулу) — бразильський дзюдоїст, олімпійський чемпіон 1992 року, призер чемпіонату світу.

## Виступи на Олімпіадах
| Олімпіада      | Дисципліна | Місце |
| -------------- | ---------- | ----- |
| Барселона 1992 | до 65 кг   | 1     |